# Xerosecta arigonis
Xerosecta arigonis е вид охлюв от семейство Hygromiidae. Видът не е застрашен от изчезване.

## Разпространение и местообитание
Разпространен е в Андора, Испания (Балеарски острови), Италия (Сардиния) и Франция.
Обитава градини и храсталаци.

## Описание
Популацията на вида е стабилна.